# Knox-klassen
Fregatterne af Knox-klassen blev påbegyndt i 1960'erne og byggeriet fortsatte frem til starten af 1970'erne hvilket resulterede i 46 enheder af klassen til United States Navy. Selvom konstruktionen af skibene foregik under massive besparelser og kritik viste klassen sit værd og blev med 46 skibe efter Oliver Hazard Perry-klassen den andenstørste fregatklasse i vesten. De sidste skibe udgik af amerikansk tjeneste i 1994, men mange er blevet solgt til andre stater og et større antal er stadig i aktiv tjeneste. Klassen blev bygget med henblik på antiubådskrigsførelse.

## Historie

### Planlægning og bygning
Udviklingen af Knox-klassen skete senere end udviklingen af de konkurrerende Garcia- og Bronstein-klasse, hermed kunne man benytte erfaringerne fra disse to skibsklasser. I sidste ende valgte man at satse på Knox-designet da det virkede som det bedste alternativ af de tre klasser. Skibene blev bestilt som erstatning for eskortedestroyere fra 2. verdenskrig der efterhånden var skrotningsmodne. De første ti skibe i klassen blev godkendt af Kongressen i 1964 og de resterende 36 fulgte løbende frem til 1968. Kontrakterne på konstruktionen gik til Todd Pacific Shipyards i Seattle samt San Pedro (10 skibe), Lockheed Shipbuilding, Seattle (5 skibe) samt Avondale Shipyards, New Orleans (27 skibe). de rene byggeomkostninger for klassen lå på cirka 18 millioner US-dollars per skib og prisen for et fuldt udrustet på 31 millioner dollar. Den totale pris for hele projektet var 1.425 milliarder dollars. Køllægningen af det første skib i klassen, USS Knox (FF-1052) fandt sted den 5. oktober 1965 ved Todd-værftet i staten Seattle. Den 12. april 1969 blev Knox omklassificeret til DE-1052 (Destroyer Escort) og hejste kommando. Det sidste skib i klassen, USS Moinester (FF-1097) hejste kommando den 2. november 1974. Oprindeligt var der planer om at bygge yderligere ti skibe i klassen, dette blev dog ændret grundet massive budgetoverskridelser på antiubådsfregatterne og man valgte i stedet at bygge yderligere ti skibe af Spruance-klassen.

### Navngivning
Alle skibene af Knox-klassen er alle navngivet efter afdøde personligheder fra US Navy, US Marine Corps eller US Coast Guard. Det første skib i klassen og dermed hele klassen blev navngivet efter flotilleadmiral Dudley Wright Knox, bærer af et Navy Cross og veteran fra såvel den spansk-amerikanske krig og 1. verdenskrig. Adskillige skibe blev navngivet efter faldne soldater fra Vietnamkrigen; den første var USS Roark (FF-1053) der blev navngivet efter en flådepilot der blev skudt ned over Nordvietnam i 1965.
Det eneste skib der bryder med dette "navngivningssystem" er USS Harold E. Holt (FF-1074) som er navngivet efter den australske Premierminister Harold Holt, der var en ivrig støtte af den amerikanske politik i Sydøstasien. Han døde efter en badeulykke i 1967.

### Modifikationer
Alle skibene undergik i de følgende år massive ombygninger. Efter det mislykkede projekt med DASH-Droner blev alle skibene i klassen mellem 1972 og 1976 udstyret med grej til en million dollar per skib til at kunne medbringe en Kaman SH-2 Seasprite helikopter. Da både helikopterdækket og hangaren var beregnet til en drone måtte helikopterdækket forstærkes og hangaren udvides. På samme tid blev 35 skibe udstyret med et TASS der blev placeret helt agter. 32 skibe blev desuden udstyret med et Sea Sparrow-missilsystem. fra 1975 blev motorerne moderniseret og forbedret, det samme gjorde sig gældende for sonarudstyret. Den 30. juni 1975 ændredes flådens klassifikationssystem og skibene blev omklassificeret fra Eskortedestroyere (DE) til fregatter (FF). Fra midten af 1980'erne blev alle skibe i klassen udstyret med en Phalanx CIWS på agterdækket hvor der tidligere havde været placeret Sea Sparrow missiler.
Spanien byggede på det statsejede Bazan-værft fra 1971 fem fregatter af Baleares-klassen der var baseret på Knox-klassen. I stedet for en hangar installerede man et Mk. 22 luftforsvarssystem til RIM-24 Tartar SAM. Det sidste skib i Baleares-klassen udgik fra tjeneste i 2006.

### Skæbne
Med afslutningen på den kolde krig og tilgangen af Oliver Hazard Perry-klassen betød at skibene af Knox-klassen ikke længere var nødvendige og blev gradvist udfaset frem til 1994. Tolv fregatter blev efterfølgende solgt til Tyrkiet, otte andre tjener nu i Republikken Kina, fire blev doneret til Mexico og to skibe blev solgt til henholdsvis Egypten, Grækenland og Thailand. De resterende 16 skibe blev enten skrottet eller benyttet som målskibe. USS Knox var udset til at blive et museumsskib, men blev imidlertid sænket som et målskib.

## Teknik

### Skibet
Knox-klassens skrog er 133,5 meter langt og 14,25 meter bredt. Skibets dybgang er under sonardomen 7,60 meter og under resten af kølen er dybgangen kun 4,87 meter. Deplacementet i tom tilstand er 3.877 tons (FF-1052 til FF-1077) og 3.963 tons (FF-1078 til FF-1097). Enkelte kilder omtaler derfor en underklasse – Joseph Hewes-klassen. Udover det større deplacement adskiller skibene sig ikke synderligt fra hinanden, i fuldt lastet tilstand er alle skibenes deplacement 4.100 tons. Skibenes overbygning breder sig over hele skibets bredde og er placeret midt mellem hæk og stævn. Under stævnen befinder der sig en sonardome konstrueret af hårdt gummi. Agten for overbygningen findes der et let forhøjet helikopterdæk, der oprindeligt var bygget til de droppede DASH-Droner og efterfølgende ombygget til helikoptere. Midtskibs finder man en såkaldt Mack, (en kombination af mast og skorsten, (engelsk) Mast + Stack → Mack).
Klassen er udstyret med aktive finne-stabilisatorer der er i stand til at dæmpe skibenes rulninger med op til 80 procent.

### Fremdrivning
Fregatterne bliver drevet af en dampturbine der yder 35.000 Hk på en enkelt aksel. Propelen er fembladet og har en diameter på 4,57 meter. Dampen der er nødvendig for skibets fremdrivning bliver skabet i to oliefyrede kedler tryksat til 85 bar. Fremdrivningsanlægget tager sit udgangspunkt i Charles F. Adams-klassens fremdrivningssystem, men er blevet forbedret og automatiseret således at man behøver færre personel og mindre brændstof til at drive skibet. Skibene kan ved forlægninger holde en fart på 20 knob, men kan i kortere perioder opnå farter på omkring 30 knob. På en enkelt kedel kan man opnå en fart på 24 knob. Skibene kan i alt bunkre 200.000 gallons (757.086,9 liter) brændstof, hvorved man kan maksmalt kan sejle 4.500 sømil ved 20 knob.

### Bevæbning
Som følge af klassens klassifikation som antiubådsfregatter blev de udstyret med et ASROC-system foran broen med et magasin umiddelbart under broen. Systemet kunne efter en modifikation i midten af 1980'erne også udstyret med RGM-84 Harpoon antiskibsmissiler. Foran ASROC-systemet findes en 127 mm Mark 42 kanon der kan benyttes mod overflade- og luftmål. Magasinet til kanonen indeholder normalt op til 600 granater. I midten af overbygningen er der på hver side installeret to dobbelte torpedorør til Mk. 46 antiubådstorpedoer. Skibene kan medbringe op til 10 ekstra torpedoer.
En del af kritikken under konstruktionen lød på at skibene generelt var for let bevæbnede, (de væsentlig mindre fregatter af Bronstein-klassen var en smule sværere bevæbnede). Kritikken viste sig begrundet og i løbet af 1970'erne blev de fleste skibe i klassen (FF-1052 til FF-1083) udstyret med et RIM-7 Sea Sparrow-missilsystem. Eftermonteringen af det otte-cellede missilsystem øgede forsvarskapaciteten mod lufttruslen betragteligt da Mk. 42 kanonen ikke egnede sig til kamp mod moderne og hurtige jetfly. Sea Sparrow-systemet blev i midten af 1980'erne fjernet og en stor del af skibene blev i stedet udrustet med en Phalanx CIWS på agterdækket.
Flere skibe i klassen blev i starten af 1980'erne desuden udrustet med to 12,7 mm tunge maskingeværer til forsvar mod mindre fartøjer. Disse maskingeværer blev placeret på overbygningen på både styrbord og bagbord side.

### Elektronik
Knox-klassens hovedsensor var den kraftfulde SQS-26 skrogmonterede sonar der befandt sig i en 26 tons bulbstævn lavet af hårdt gummi. I midten af 1970'erne blev 35 af skibene udstyret med et SQS-35-TASS, Dette anlæg blev placeret under agterdækket. Slæbesonaren blev sat i vandet igennem en åbning i hækken og gav skibene en forbedre mulighed for at detektere fjendtlige ubåd€. Alle skibene blev i 1977 udrustet med det nye SQR-18-TASS, og de skibe der var udstyret med den ældre SQS-35 fik opgraderet udstyret til den nye standard.
Til luftopklaring blev skibene udstyret med AN/SPS-40-radaren ig benyttede en SPS-10 fra Raytheon til at overvåge overfladebilledet. Ildledelsessystemet til kanonen blev en Mk. 68-radar der var placeret over broen. Til at styre ASROC-missilerne mod målområdet valgte man en Mk. 114 radar der også var placeret over broen. Efter opgraderingen med Sea Sparrow missiler valgte man at placere en Mk. 115 ildledelsesradar over hangaren. På USS Downes (FFG-1070) valgte man dog i stedet at installere to Mk. 91 ildledelsesradarer.
Til helikopternavigation fik skibene fra 1979 et URN-26 TACAN-system placeret på Macken. til elektronisk krigsførelse blev WLR-6/AN/SLQ-32-Systemet installeret, her blev antennen placeret øverst på masten.
Alle skibene blev udrustet med Prairie-Masker-systemet, der lægger et bælte af luftbobler rundt om skibet under vandlinjen. Dette dæmper skibenes støj og gør det sværere for ubåde at lytte sig frem til skibenes postion.

### Besætning
Besætningen på en fregat af Knox-klassen består af 17 Officerer og 228 sergenter og konstabler. Da man tilføjede helikoptergruppen forhøjedes dette tal til 22 officerer og 161 sergenter og menige. I US Navy var skibets chef (kaptajnen) var som regel en erfaren kommandørkaptajn der tidligere havde haft over 15 års erfaring med destroyere og fregatter. Chefen har det overordnede ansvar for skibet og fører overordnet kommando over skibets divisionsofficerer. En divisionsofficer kunne eksempelvis være operationsofficeren, der igen har ansvaret for de 60 mand i skibets nervecenter: operationsrummet ((engelsk) Combat Information Center). Teknikofficeren har hovedansvaret for teknikdivisionen der står for skibets tekniske systemer og er med sine 75 skibets næststørste division.
Våbendivisionen styres af våbenofficeren og sine tre underordnede officerer og 80 mand. Divisionen har ansvaret for bemanding og vedligeholdelse af skibenes våben. Forsyningsofficeren har kommandoen over 35 mand der står for forplejning forsyninger og mindre reparationer.

## Skibe i klassen
| Pnt.           | Navn                                         | Kølen lagt         | Søsat              | Indgået            | Navngivet af                | Skæbne                                                                        | Kaldesignal |
| -------------- | -------------------------------------------- | ------------------ | ------------------ | ------------------ | --------------------------- | ----------------------------------------------------------------------------- | ----------- |
| 1052           | Knox                                         | 5. oktober 1965    | 19. november 1966  | 12. april 1969     | Fru Sturtevant              | udgået 14. februar 1992, sunket som målskib 2007                              |             |
| 1053           | Roark                                        | 2. februar 1966    | 27. april 1967     | 22. november 1969  | Mildred F. Roark            | udgået 14. december 1991, efterfølgende skrottet                              |             |
| 1054           | Gray                                         | 19. november 1966  | 3. november 1967   | 4. april 1970      | Susan Quick Cahoon          | udgået 29. juni 1991, efterfølgende skrottet                                  |             |
| 1055           | Hepburn                                      | 1. juni 1966       | 25. marts 1967     | 3. juli 1969       | Agnes Hepburn               | udgået 20. december 1991, sunket som målskib 2002                             |             |
| F456 (ex-1056) | Ipiros (ex-Connole)                          | 23. marts 1967     | 20. juli 1968      | 30. august 1969    | -                           | udgået 30. august 1992, overført til Grækenland 2003, sunket som målskib 2006 |             |
| 1057           | Rathburne                                    | 8. januar 1968     | 2. maj 1969        | 16. maj 1970       | Mary A. Bowsher             | udgået 14. februar 1992, sunket som målskib 2002                              |             |
| 1058           | Meyerkord                                    | 1. september 1966  | 15. juli 1967      | 28. november 1969  | Fru Meyerkord               | udgået 14. december 1991, skrottet                                            |             |
| 1059           | W. S. Sims                                   | 10. april 1967     | 4. januar 1969     | 3. januar 1970     | Susan A. Hopkins            | udgået 6 september 1991, overført til Tyrkiet 1999 som reservedele            |             |
| 1060           | Lang                                         | 25. marts 1967     | 17. februar 1968   | 28. marts 1970     | Nancy Jane Holmes           | udgået 21. december 1991, skrottet 2001                                       |             |
| 1061           | Patterson                                    | 12. oktober 1967   | 3. maj 1969        | 14. marts 1970     | -                           | udgået 30. september 1991, skrottet 1999                                      |             |
| F214 (ex-1062) | Almirante Francisco Javier Mina (ex-Whipple) | 24. april 1967     | 14. april 1968     | 22. august 1970    |                             | udgået 14. februar 1992, efterfølgende solgt til Mexico                       |             |
| F252 (ex-1063) | Kocatepe (ex-Reasoner)                       | 6. januar 1969     | 1. august 1970     | 31. juli 1971      | Barbara C. Curry            | udgået 28. august 1993. Solgt til Tyrkiet, udgået 2002                        |             |
| 1064           | Lockwood                                     | 3. november 1969   | 5. september 1968  | 5. december 1970   | -                           | udgået 27. september 1993, skrottet 2000                                      |             |
| F211 (ex-1065) | Ignacio Allende (ex-Stein)                   | 1. juni 1970       | 19. december 1970  | 8. januar 1972     | Rose S. Parks               | udgået 19. marts 1992, senere doneret til Mexico                              |             |
| F212 (ex-1066) | Mariano Abasolo (ex-Marvin Shields)          | 12. april 1968     | 23. oktober 1969   | 10. april 1971     | -                           | Udgået 2. juni 1992, doneret til Mexico                                       |             |
| 1067           | Francis Hammond                              | 15. juli 1967      | 11. maj 1968       | 25. juli 1970      | Phyllis Hammond Smith       | udgået 2. juli 1992, skrottet 2003                                            |             |
| F458 (ex-1068) | Makedonia (ex-Vreeland)                      | 20. marts 1968     | 1. juni 1969       | 13. juni 1970      | Jamie L. Whitten            | udgået 30. juni 1992. Solgt til Grækenland og udgået i 1999                   |             |
| 1069           | Bagley                                       | 22. september 1970 | 24. april 1971     | 6. maj 1972        | Marie Louise H. Bagley      | udgået 26. september 1991, skrottet 2000                                      |             |
| 1070           | Downes                                       | 5. september 1968  | 12. december 1969  | 28. august 1971    | Fru Kelton                  | udgået 14. februar 1992, sunket som målskib 2003                              |             |
| 1071           | Badger                                       | 17. februar 1968   | 7. december 1968   | 1. december 1970   | Fru Badger                  | udgået 20. december 1991, sunket som målskib 1998                             |             |
| 1072           | Blakely                                      | 3. juni 1968       | 23. august 1969    | 18. juli 1970      | Lila Blakely Morgan         | udgået 15. november 1991, skrottet 2000                                       |             |
| 932 (ex-1073)  | Chi Yang (ex-Robert E. Peary)                | 20. december 1970  | 23. junu 1971      | 23. september 1972 | Josephine Peary             | udgået 7. august 1992, overført til Taiwan                                    |             |
| 1074           | Harold E. Holt                               | 11. maj 1968       | 3. maj 1969        | 26. marts 1971     | -                           | udgået 2. juli 1992, sunket som målskib 2002                                  |             |
| F457 (ex-1075) | Thraki (ex-Trippe)                           | 29. juli 1968      | 1. maj 1969        | 19. september 1970 | Fru Foster                  | udgået 30. juli 1992, overført til Grækenland                                 |             |
| F251 (ex-1076) | Adatepe (ex-Fanning)                         | 7. december 1968   | 24. januar 1970    | 23. juli 1971      | -                           | udgået 31. juli 1993. Overført til Tyrkiet, udgået 2001                       |             |
| F462 (ex-1077) | Phuttaloetla Naphalai (ex-Ouellet)           | 15. januar 1969    | 17. januar 1970    | 12. december 1970  | -                           | udgået 6. august 1993, overført til Thailand                                  |             |
| 1078           | Joseph Hewes                                 | 14. maj 1969       | 7. marts 1970      | 24. april 1971     | -                           | 30. juni 1994, overført til Taiwan som FFG-935 Lan Yang                       |             |
| F257 (ex-1079) | Akdeniz (ex-Bowen)                           | 11. juli 1969      | 2. maj 1970        | 22. maj 1971       | -                           | udgået 30. juni 1994. Overført til Tyrkiet, udgået 2001                       |             |
| 1080           | Paul                                         | 12. september 1969 | 20. juni 1970      | 14. august 1971    | -                           | udgået 14. august 1992, overført til Tyrkiet som reservedele                  |             |
| 938 (ex-1081)  | Ni Yang (ex-Aylwin)                          | 13. november 1969  | 29. august 1970    | 18. september 1971 | Fru Duncan                  | udgået 15. maj 1992, overført til Taiwan                                      |             |
| 1082           | Elmer Montgomery                             | 23. januar 1970    | 21. november 1970  | 30. oktober 1971   | -                           | udgået 30. juni 1993, overført til Tyrkiet som reservedele                    |             |
| 936 (ex-1083)  | Hai-Yang (ex-Cook)                           | 20. marts 1970     | 23. januar 1971    | 18. december 1971  | -                           | udgået 30. april 1992, solgt til Taiwan                                       |             |
| F254 (ex-1084) | Trakya (ex-McCandless)                       | 4. juni 1970       | 20. marts 1971     | 18. marts 1972     | -                           | udgået 6. maj 1994. Overført til Tyrkiet, udgået 2001                         |             |
| F255 (ex-1085) | Karadeniz (ex-Donald B. Beary)               | 24. juli 1970      | 22. maj 1971       | 22. juli 1972      | -                           | udgået 20. maj 1994. Overført til Tyrkiet                                     |             |
| 933 (ex-1086)  | Fong Yang (ex-Brewton)                       | 2. oktober 1970    | 24. juli 1971      | 8. juli 1972       | -                           | udgået 2. juli 1992, overført til Taiwan                                      |             |
| 934 (ex-1087)  | Fen Yang (ex-Kirk)                           | 4. december 1970   | 25. september 1971 | 9. september 1972  | -                           | udgået 6. august 1993, overført til Taiwan                                    |             |
| 937 (ex-1088)  | Hwai Yang (ex-Barbey)                        | 5. februar 1971    | 4. december 1971   | 11. november 1972  | Fru Barbey                  | udgået 20. marts 1992, overført til Taiwan                                    |             |
| F961 (ex-1089) | Damiyat (ex-Jesse L. Brown)                  | 8. april 1971      | 18. marts 1972     | 17. februar 1973   | Fru Thorne                  | udgået 27. juli 1994, solgt til Egypten                                       |             |
| F256 (ex-1090) | Ege (ex-Ainsworth)                           | 11. juni 1971      | 15. april 1972     | 31. marts 1973     | Katherine Gardner Ainsworth | udgået 27. maj 1994, overført til Tyrkiet, udgået som museumsskib i 2005      |             |
| 1091           | Miller                                       | 6. august 1971     | 3. juni 1971       | 30. juni 1973      | -                           | udgået 15. oktober 1991, solgt til Tyrkiet som reservedele                    |             |
| F253 (ex-1092) | Zafer (ex-Thomas C. Hart)                    | 8. oktober 1971    | 12. august 1972    | 28. juli 1973      | Fru Bragonier               | udgået 30. august 1993, overført til Tyrkiet                                  |             |
| F250 (ex-1093) | Muavenet (ex-Capodanno)                      | 12. oktober 1971   | 21. oktober 1972   | 17. november 1973  | -                           | udgået 30. juli 1993. Overført til Tyrkiet, udgået 2001                       |             |
| F213 (ex-1094) | Guadalupe Victoria (ex-Pharris)              | 11. februar 1972   | 16. december 1972  | 26. januar 1974    | -                           | udgået 15. april 1992, doneret til Mexico                                     |             |
| 461 (ex-1095)  | Phutthayotfa Chulalok (ex-Truett)            | 27. april 1972     | 3. februar 1973    | 1. juni 1974       | Geraldine Truett Walter     | udgået 30. juli 1994, overført til Thailand                                   |             |
| 939 (ex-1096)  | Yi Yang (ex-Valdez)                          | 30. juni 1972      | 24. marts 1973     | 27. juli 1974      | Manuelita Valdez            | udgået 16. december 1991, overført til Taiwan                                 |             |
| F962 (ex-1097) | Rasheed (ex-Moinester)                       | 25. august 1972    | 12. maj 1973       | 2. november 1974   | -                           | udgået 28. juli 1994, overført til Egypten                                    |             |

## Opgavekompleks
Oprindeligt var Knox-klassen udviklet og bygget som eskorteskibe. De skulle eskortere handelsskibe over åbent hav og beskytte dem mod fjendtlige ubåde. Vietnamkrigen betød at flådens budget blev presset og Knox-klassen måtte påtage sig andre opgaver såsom eskorte af af amerikanske hangarskibe. Dette viste sig problematisk da de enkeltakslede skibe men en forlægningshastighed på 20 knob kunne have problemer med at holde trit med hangarskibene der behøvede høje hastigheder for at kunne sende fly i luften. Fiaskoen med DASH-programmet i midten af 1960'erne betød også at skibene mistede en af deres vigtigste sensorer i kampen mod ubådene.
I 1960'erne betød moderniseringen af skibene at flere af problemerne blev løst; forbedring af teknikken om bord på hangarskibene betød at de ikke længere var afhængige af at sejle fuld fart mod vinden for at sende fly i luften, hvorved Knox-klassen igen kunne følge med hangarskibene og dermed fuldføre deres beskyttelsesopgaver. Indtil skibenes udfasning fra US Navy blev de brugt i alle større konflikter og operationer amerikanske skibe har deltaget i, også skibenes nye ejere nyder godt af skibenes antiubådskapacitet.